# Persone di cognome Martínez
| Questa pagina contiene informazioni ricavate automaticamente dalle voci biografiche con l'ausilio del template Bio e di un bot. L'aggiornamento è periodico e automatico e ricostruisce completamente la pagina. Se manca una persona in questa lista, sei pregato di non aggiungerla, ma accertati piuttosto che la sua voce biografica contenga il template Bio e che i dati anagrafici siano correttamente compilati. Se il template Bio manca, inseriscilo tu stesso o, in alternativa, metti l'avviso {{tmp\|Bio}} che ne segnala la mancanza. Se i dati riportati sono sbagliati, correggi direttamente la voce biografica; le modifiche saranno visibili in questa lista entro pochi giorni. Per chiarimenti vedi il progetto antroponimi. La lista contiene solo le 105 persone che sono citate nell'enciclopedia e per le quali è stato implementato correttamente il template Bio. Pagina aggiornata al 23 lug 2025. |

Questa è una lista di persone presenti nell'enciclopedia che hanno il cognome Martínez, suddivise per attività principale.

## Allenatori di calcio(2)
- Román Martínez, allenatore di calcio e ex calciatore argentino (Morón, n. 1983)
- Héctor Jesús Martínez, allenatore di calcio e ex calciatore argentino (Buenos Aires, n. 1947)

## Allenatori di pallavolo(1)
- Mario Regulo Martínez, allenatore di pallavolo argentino (Santa Fe, n. 1962)

## Arbitri di calcio(1)
- Lorenzo Martínez, arbitro di calcio argentino

## Attori(5)
- Pablo Martínez, attore e cantante argentino (La Plata, n. 1987)
- Fele Martínez, attore spagnolo (Alicante, n. 1975)
- Jorge Martínez, attore argentino (Buenos Aires, n. 1947)
- Mariano Martínez, attore argentino (Buenos Aires, n. 1978)
- Oscar Martínez, attore argentino (Buenos Aires, n. 1949)

## Attrici(1)
- Marta Nieto, attrice spagnola (Murcia, n. 1982)

## Botanici(1)
- Maximino Martínez, botanico messicano (San Miguel Regla, n. 1888 - San Miguel Regla, † 1964)

## Calciatori(43)
- Israel Martínez, ex calciatore messicano (Città del Messico, n. 1981)
- Matías Martínez, ex calciatore argentino (Resistencia, n. 1988)
- Juan Manuel Martínez, calciatore argentino (Viedma, n. 1985)
- Leandro Martínez, calciatore argentino (Buenos Aires, n. 1989)
- Mario Roberto Martínez, calciatore honduregno (San Pedro Sula, n. 1989)
- Richard Martínez, ex calciatore statunitense (Highland, n. 1989)
- Saúl Martínez, ex calciatore honduregno (Colón, n. 1976)
- Adonay Martínez, ex calciatore salvadoregno (San Salvador, n. 1975)
- Adrián Nahuel Martínez, calciatore argentino (Buenos Aires, n. 1992)
- Adrián Emmanuel Martínez, calciatore argentino (Campana, n. 1992)
- Antoine Martínez, ex calciatore spagnolo (Granada, n. 1959)
- Toño Ramírez, calciatore spagnolo (Logroño, n. 1986)
- Braian Martínez, calciatore argentino (Presidencia Roque Sáenz Peña, n. 1999)
- Carlos Martínez I, calciatore uruguaiano
- Carlos Martínez II, calciatore uruguaiano (n. 1940 - † 2015)
- Cristian Jesús Martínez, calciatore panamense (Panama, n. 1997)
- Damián Alberto Martínez, calciatore argentino (Buenos Aires, n. 1990)
- Diego Hermes Martínez, calciatore argentino (Buenos Aires, n. 1992)
- Elmer Martínez, ex calciatore salvadoregno (Usulután, n. 1975)
- Gonzalo Nicolás Martínez, calciatore argentino (Guaymallén, n. 1993)
- Héctor Martínez, ex calciatore paraguaiano (n. 1967)
- David Martínez, calciatore argentino (Buenos Aires, n. 1998)
- Javier Omar Martínez, ex calciatore honduregno (San Pedro Sula, n. 1971)
- Jesús Martínez, ex calciatore messicano (n. 1952)
- Jimmy Martínez, calciatore cileno (Talcahuano, n. 1997)
- Jorge Daniel Martínez, ex calciatore argentino (Montecarlo, n. 1973)
- Lautaro Martínez, calciatore argentino (Bahía Blanca, n. 1997)
- Leandro Emmanuel Martínez, calciatore argentino (Tandil, n. 1994)
- Lisandro Martínez, calciatore argentino (Gualeguay, n. 1998)
- Mauricio Martínez, calciatore argentino (Santo Tomé, n. 1993)
- Maximiliano Martínez, calciatore argentino (San Miguel de Tucumán, n. 1992)
- Miguel Ángel Martínez, ex calciatore argentino (Buenos Aires, n. 1984)
- Nicolás Martínez, ex calciatore argentino (Viedma, n. 1987)
- Norberto Martínez, ex calciatore peruviano (n. 1966)
- Pedro Martínez, calciatore e allenatore di calcio argentino (n. 1893)
- Pedro Martínez, ex calciatore messicano (Saltillo, n. 1948)
- Roberto Juan Martínez, ex calciatore argentino (Mendoza, n. 1946)
- Rony Martínez, calciatore honduregno (Olanchito, n. 1988)
- David Martínez, calciatore argentino (Avellaneda, n. 2004)
- Saturnino Martínez, calciatore messicano (n. 1928 - † 1960)
- Sebastián Rodrigo Martínez, calciatore uruguaiano (Montevideo, n. 1983)
- Silvio Alejandro Martínez, calciatore argentino (González Catán, n. 1997)
- Tomás Martínez, calciatore argentino (Béccar, n. 1995)

## Cantanti(1)
- India Martínez, cantante spagnola (Cordova, n. 1985)

## Cestiste(1)
- Lisdeyvis Martínez, cestista cubana (L'Avana, n. 1988)

## Cestisti(9)
- Jack Martínez, ex cestista dominicano (Santo Domingo, n. 1981)
- Primitivo Martínez, cestista filippino (Ormoc, n. 1912 - San Francisco, † 1985)
- Rodrigo Martínez, ex cestista e allenatore di pallacanestro argentino (Rosario, n. 1974)
- Román Martínez, cestista statunitense (El Paso, n. 1988)
- Yino Martínez, cestista dominicano (Puerto Plata, n. 1983)
- Alberto Martínez, ex cestista messicano (n. 1966)
- Antonio Martínez, cestista filippino (Manila, n. 1926 - Pasig, † 2016)
- Javier Martínez, ex cestista americo-verginiano (Christiansted, n. 1993)
- Miguel Martínez, cestista libanese (Beirut, n. 1988)

## Ciclisti su strada(3)
- Mariano Martínez, ex ciclista su strada spagnolo (Burgos, n. 1948)
- Martin Martínez, ciclista su strada spagnolo (Burgos, n. 1946 - Nevers, † 2012)
- Yannick Martinez, ciclista su strada e ciclocrossista francese (Nevers, n. 1988)

## Compositori(2)
- Mariano Mores, compositore, pianista e direttore d'orchestra argentino (San Telmo, n. 1918 - Buenos Aires, † 2016)
- Miguel Ángel Gómez Martínez, compositore e direttore d'orchestra spagnolo (Granada, n. 1949 - Malaga, † 2024)

## Cosmografi(1)
- Enrico Martínez, cosmografo e editore spagnolo (Messico, † 1632)

## Culturisti(1)
- Víctor Martínez, culturista dominicano (San Francisco de Macorís, n. 1973)

## Drammaturghi(1)
- Ibsen Martínez, drammaturgo, giornalista e scrittore venezuelano (Caracas, n. 1951 - Caracas, † 2024)

## Generali(1)
- Eugenio Martínez, generale messicano (Mexquitic de Carmona, n. 1866 - Barcellona, † 1932)

## Giocatori di baseball(4)
- Nelson Cruz, giocatore di baseball dominicano (Las Matas de Santa Cruz, n. 1980)
- Edgar Martínez, ex giocatore di baseball statunitense (New York, n. 1963)
- Carlos Martínez, giocatore di baseball dominicano (San Felipe de Puerto Plata, n. 1991)
- Pedro Martínez, ex giocatore di baseball dominicano (Manoguayabo, n. 1971)

## Militari(1)
- Ernesto Martinez, militare, ingegnere navale e politico italiano (Napoli, n. 1844 - Roma, † 1932)

## Modelle(1)
- Edymar Martínez, modella venezuelana (Puerto La Cruz, n. 1995)

## Monaci cristiani(1)
- Justo Gallego Martínez, monaco cristiano spagnolo (Mejorada del Campo, n. 1925 - Mejorada del Campo, † 2021)

## Pallavoliste(5)
- Jineiry Martínez, pallavolista dominicana (Santo Domingo, n. 1997)
- Brayelin Martínez, pallavolista dominicana (Santo Domingo, n. 1996)
- Jennylee Martínez, pallavolista portoricana (n. 1991)
- Margarita Martínez, pallavolista colombiana (Cali, n. 1995)
- Natalia Martínez, pallavolista dominicana (Santo Domingo, n. 2000)

## Pallavolisti(1)
- Eduardo Martínez, ex pallavolista e ex giocatore di beach volley argentino (Necochea, n. 1961)

## Pesisti(1)
- Manuel Martínez, ex pesista spagnolo (León, n. 1974)

## Piloti motociclistici(1)
- Ivan Martínez, pilota motociclistico spagnolo (Toledo, n. 1981)

## Pittori(2)
- Elías García Martínez, pittore spagnolo (Requena, n. 1858 - Utiel, † 1934)
- Sebastián Martínez, pittore spagnolo (Jaén, n. 1599 - Madrid, † 1667)

## Politici(2)
- Matthew G. Martínez, politico statunitense (Walsenburg, n. 1929 - Fredericksburg, † 2011)
- Rodrigo Martínez, politico e militare spagnolo († 1138)

## Pugili(1)
- Sergio Gabriel Martínez, ex pugile argentino (Avellaneda, n. 1975)

## Scacchisti(1)
- Dión Martínez, scacchista cubano (Cuba, n. 1837 - Filadelfia, † 1938)

## Schermitrici(1)
- Yolitzin Martínez, ex schermitrice messicana (n. 1964)

## Scrittori(1)
- Guillermo Martínez, scrittore e matematico argentino (Bahía Blanca, n. 1962)

## Scrittrici(1)
- Ursula Martinez, scrittrice, cabarettista e attrice teatrale britannica (Londra, n. 1966)

## Sollevatori(1)
- Oscar Reyes, sollevatore cubano (n. 1996)

## Soprani(1)
- Ana María Martínez, soprano portoricana (San Juan, n. 1971)

## Tennisti(3)
- Luis David Martínez, tennista venezuelano (Barquisimeto, n. 1989)
- Pedro Martínez, tennista spagnolo (Alzira, n. 1997)
- Óscar Martínez, ex tennista spagnolo (Valencia, n. 1974)

## Tiratori a segno(1)
- Leonel Martínez, tiratore a segno venezuelano (n. 1963)

## Wrestler(1)
- Damian Priest, wrestler statunitense (New York, n. 1982)